# كوكبوروك
كوكبوروك (/ˈkoʊkvɔːroʊk/ ) هي اللغة الأصلية لشعب البوروك في كل من ولاية ترايبورا الهندية والمناطق المجاورة ببنغلاديش. يشتق اسم اللغة من لفظ «كوك» وتعني «لغة»، مضافاً إليه لفظ «بوروك» ويعني «الإنسان». تعد كل من لغات بودو وديماسا وكاتشاري المنتشرة في ولاية آسام المجاورة من اللغات القربية للغة كوكبوروك.

## علم وظائف الأصوات
لدى ديبارما كوكبوروك علم وظائف أصوات (فونولوجيا) النموذجية للغة صينية تبتية.

### الحروف المصوتة
يوجد في لغة الكوكبوروك ستة وحدات صوتيَّة مُميِّزَة (صوائت مفردة): /i u e w o a/.
|             | أمامي | مركزي | خلفي  |
| عالي        | i [i] |       | u [u] |
| مركزي عالي  | e [e] | w [ə] |       |
| مركزي منخفض |       |       | o [o] |
| منخفض       |       | a [a] |       |

قرر أوائل الباحثين في لغة كوكبوروك استعمال الحرف w كرمز لحرف مصوت غير موجود في اللغة الإنجليزية. يقترب لفظ هذا الحرف المصوت في بعض المناطق إلى الحرف i، أمَّا في مناطق أخرى فقترب لفظه من حرف o.
يُستعمل الحرف u في التًّهجِئة الخاصة باللغة كوكبوروك لكتابة الصوت ‎/w/‏ في الصَّوائت المركبة ‎/wa/‏ (تُستعمل في البداية وتُهَّجى كـua) و‎/wo/‏ (تُستعمل في النهاية وتُهَّجى كـuo). كما تُستعمل للصائت المزدوج ‎/ɔi/‏ (يُهَّجى wi) بعد m وبعد p

### الصوامت (الحروف الساكنة)
|                           |        | شفوية | أسنانية | ذولقية لثوية | أسلية لثوية خلفية | طبقية | حنجرية |
| ------------------------- | ------ | ----- | ------- | ------------ | ----------------- | ----- | ------ |
| انفجارية وموقوفة احتكاكية | زفرية  | pʰ    | t̪ʰ      |              |                   | kʰ    |        |
| انفجارية وموقوفة احتكاكية | مهموسة | p     | t̪       |              | t͡ʃ                | k     |        |
| انفجارية وموقوفة احتكاكية | جهرية  | b     | d̪       |              | d͡ʒ                | ɡ     |        |
| احتكاكية                  | مهموسة |       |         | s            |                   |       | h      |
| أنفية                     | أنفية  | m     |         | n            |                   | ŋ     |        |
| مائعة                     | مائعة  |       |         | l, r         |                   |       |        |

تُستعمل Ch للفظ ‎/t͡ʃ/‏، أمَّا كل من kh, ph ,th فتُستعمل لكل من الألفاظ ‎/kʰ/‏, ‎/pʰ/‏, ‎/tʰ/‏ على التوالي.
N' هو لفظ الصوت الأنفي: على سبيل المثال لدينا in' (نعم).[بحاجة لتوضيح]
Ng هو حرف مزدوج ويستعمل إجمالاً في آخر مقطع من الكلمة: على سبيل المثال لدينا aming (قطة)، holong (حجرة).
غالباً ما تستعمل Ua ابتدائياً: على سبيل المثال لدينا uak (خنزير)، uah (خيزران)، uatwi (مطر).
أمَّا Uo فغالباً ما تستعمل في النهاية: على سبيل المثال لدينا thuo (نوم).

### الصَّوائت المركبة (المزدوجة)
الصائت المركب هو عبارة عن مجموعة مؤلفة من صائتين اثنين. يُحكى الصائت المركب wi كـui في حال مجيئه بعد أصوات الحرفين m ,p. مثالان عن هذا كلمة chumui (سحابة) وكلمة thampui (بعوضة). الصائت المركب ui هو أحد اخْتِلَافات الصائت المركبب wi. تدعى الصوائت المركبة الأخرى الأقل شيوعاً مثل oi ,ai صوائت مركبة إغلاقية. يشير الصائت المركب الإغلاقي إلى كل مقطع لا ينتهي بصامت.

### المقاطع
تُشكَّل معظم الكلمات من خلال جمع الجذر مع إحدى الزائدات:
- تُشكَّل كلمة kuchuk من الجذر chuk (يرتفع)، ومضافاً إليها البادئة (السَّابقة) ku.
- تُشكَّل كلمة phaidi من الجذر phai (يأتي)، ومضافاً إليها اللاحقة di.

لا توجد كلمات تبدأ بـng في لغة الكوكبوروك. يمكن أن ينتهي المقطع بأي حرف من الحروف المصوتة عدا ”w“ أو يمكن أن ينتهي بأحد الصوامت (p, k, m, n, ng, r, l). أما حرف ”Y“ فيوجد فقط في الصوائت المركبة الإغلاقية مثل (ai، wi).

### عناقيد الصَّوامت
«العناقيد» هي عبارة عن مجموعة من الصَّوامِت في بداية مقطع فمثلاً لدينا phl ،ph + l في phlat phlat (سريع جداً) أو sl في kungsluk kungsluk (رجل غبي). من المستحيل تماماً وقوع العناقيد في نهاية المقطع. وهناك بعض «العناقيد الكاذبة» مثل phran (جَفّف) والتي هي بالحقيقة phw-ran. ويُلاحظ أن هذه تشيع كثيراً في كلمات الصدى: phlat phlat, phre phre, prai prai) prom prom, إلخ).

### النَّغمة
ثمة نوعين اثنين من النغمات في كوكبوروك: نغمة عالية ونغمة منخفضة. يُوضع الحرف h قبل الصائت ذو النغمة العالية للدلالة على النغمة العالية. لدى الأمثلة الآتية نغمة منخفضة تسبقها نغمة عالية لإظهار حدوث تغيير في معنى الكلمة عند تغيير النَّغمة:
1. lai (سهل) ← laih (عبرَ)
2. bor (بدون إحساس) ← bohr (يزرغ)
3. cha (صحيح) ← chah (يأكل)
4. nukhung (عائلة) ← nukhuhng (سقف)

## وصلات خارجية
- لغة كوكبوروك على إثنولوج